# Theodor Süss
Theodor Süss (* 9. Juli 1892 in Speyer; † 29. Januar 1961 in Köln) war ein deutscher Rechtswissenschaftler.

## Leben
Nach der Promotion zum Dr. iur. in Göttingen 1920 bei Paul Oertmann und Habilitation 1922 an der Universität Göttingen war er von 1924 bis 1926 Dozent am Antioch College in Yellow Springs in Ohio und am Wittenberg College in Springfield in Ohio. 1928 wurde er außerordentlicher Professor an der Universität Frankfurt am Main. 1929 wurde er ordentlicher Professor an der Schlesischen Friedrich-Wilhelms-Universität Breslau. 
1934 trat er der SA bei. 1935 wurde er ordentlicher Professor an der Wirtschaftshochschule in Berlin. 1943 wurde er ordentlicher Professor an der Friedrich-Alexander-Universität Erlangen. 1945 wurde er Ministerialdirektor im Bayerischen Kultusministerium. 1947 wurde er ordentlicher Professor an der Hochschule für Verwaltungswissenschaft in Speyer. 1949 wurde er ordentlicher Professor an der Universität Köln. 1954/55 war er Botschafter in Kuba und Gesandter in Haiti.

## Schriften
- Die Wirkungsgrenzen des Anerkenntnisses im deutschen Reichszivilprozessrecht. Ein Beitrag zur Lehre der Trennung von materiellem und prozessualem, privatem und öffentlichem Recht. Berlin 1921 (Dissertation), OCLC 263457838.
- Wesen und Rechtsgrund der Gewährleistung für Sachmängel. Ein dogmatischer Beitrag zur Lehre von der Gewährleistung. Leipzig 1931, OCLC 258426168.
- Zwei Ansprachen an Studenten. Zur Eröffnung der Universität Erlangen am 5. März 1946. München 1947, OCLC 310474922.
- Das Traditionsprinzip. Ein Atavismus des Sachenrechts. Tübingen 1952, OCLC 73736875.